# Revierzentrale

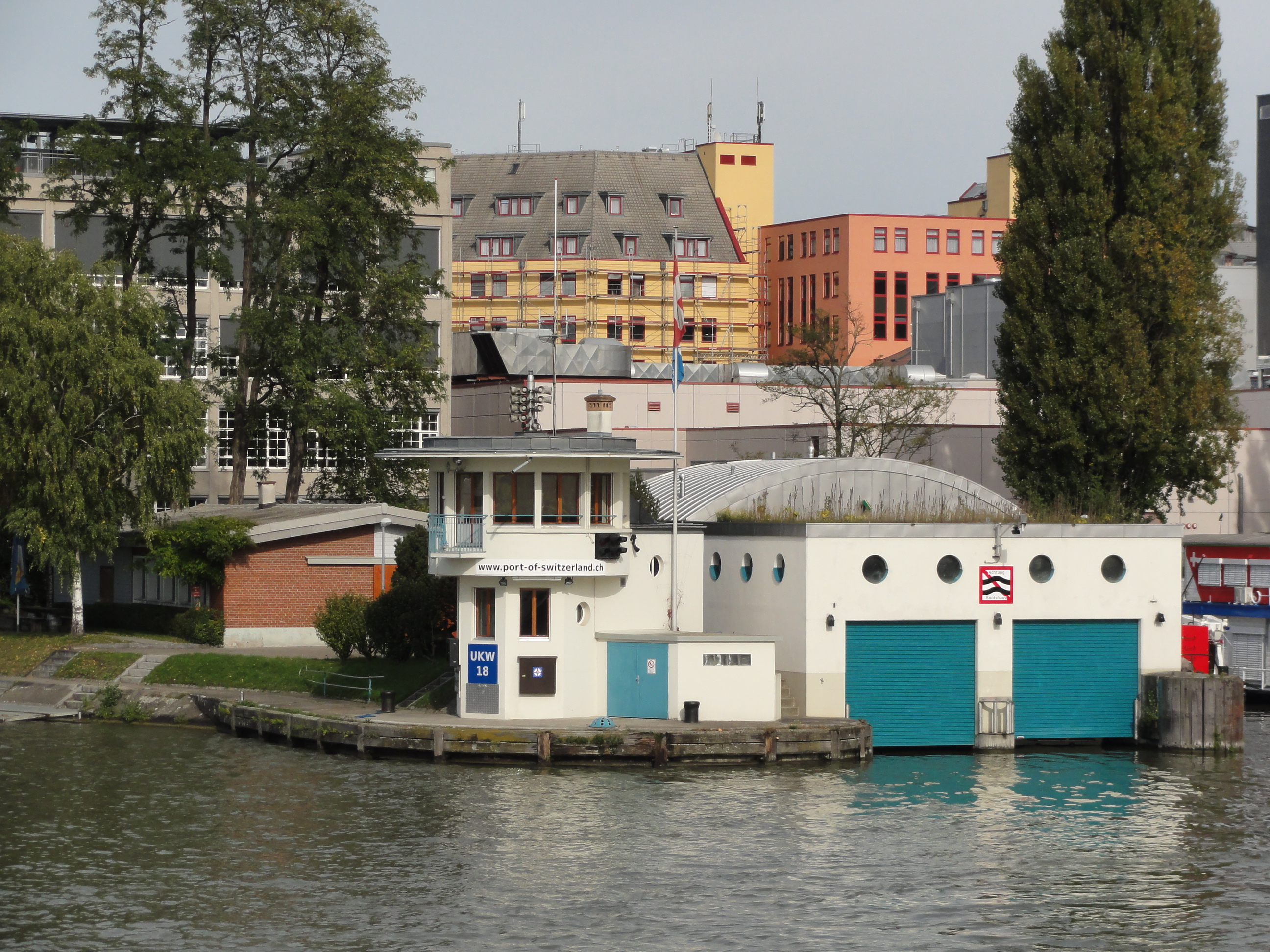
Revierzentrale Basel

Revierzentralen (RvZ) sind die für die Verkehrssicherung in der Binnenschifffahrt zuständigen Einrichtungen der Wasserstraßen- und Schifffahrtsverwaltung des Bundes (WSV). Sie leisten mit Informations-, Kontroll- und Unterstützungsdiensten einen wichtigen Beitrag zur Sicherheit des Schiffsverkehrs auf den Kanälen und Flüssen in Deutschland. Ähnliche Einrichtungen an der Küste für die Seeschifffahrt werden von der WSV als Verkehrszentrale bezeichnet. Beide sind Implementierungen des weltweiten Schiffsverkehrsdiensts, der international als Vessel Traffic Service oder kurz als VTS bezeichnet wird.

## Deutschland
In Deutschland sind fünf Revierzentralen bei den Wasserstraßen- und Schifffahrtsämtern (WSA) angesiedelt und rund um die Uhr besetzt. Sie nehmen Notfallmeldungen aus der Schifffahrt entgegen und informieren die zuständigen Stellen beim WSA, der Wasserschutzpolizei und den Rettungsleitstellen. Bei Bedarf werden schifffahrtspolizeiliche Erstmaßnahmen wie z. B. Sperrungen angeordnet. Sie beraten Schiffsführer und Einsatzkräfte hinsichtlich der örtlichen Verhältnisse im Umfeld des betroffenen Schiffes bezüglich Anlegemöglichkeiten und landseitige Erreichbarkeit damit eine schnelle und effektive Hilfeleistung erfolgen kann.
Über den Nautischen Informationsfunk (NIF) senden die Revierzentralen über UKW aktuelle Anordnungen, Hinweise, Wasserstandsinformationen und Warnungen an die Schifffahrt und nehmen Meldungen der Schifffahrt entgegen (z. B. Havarien, Grundberührungen, Tonnenverluste, u. ä.) und leitet sie an die zuständigen Stellen weiter.

### Revierzentrale Oberwesel

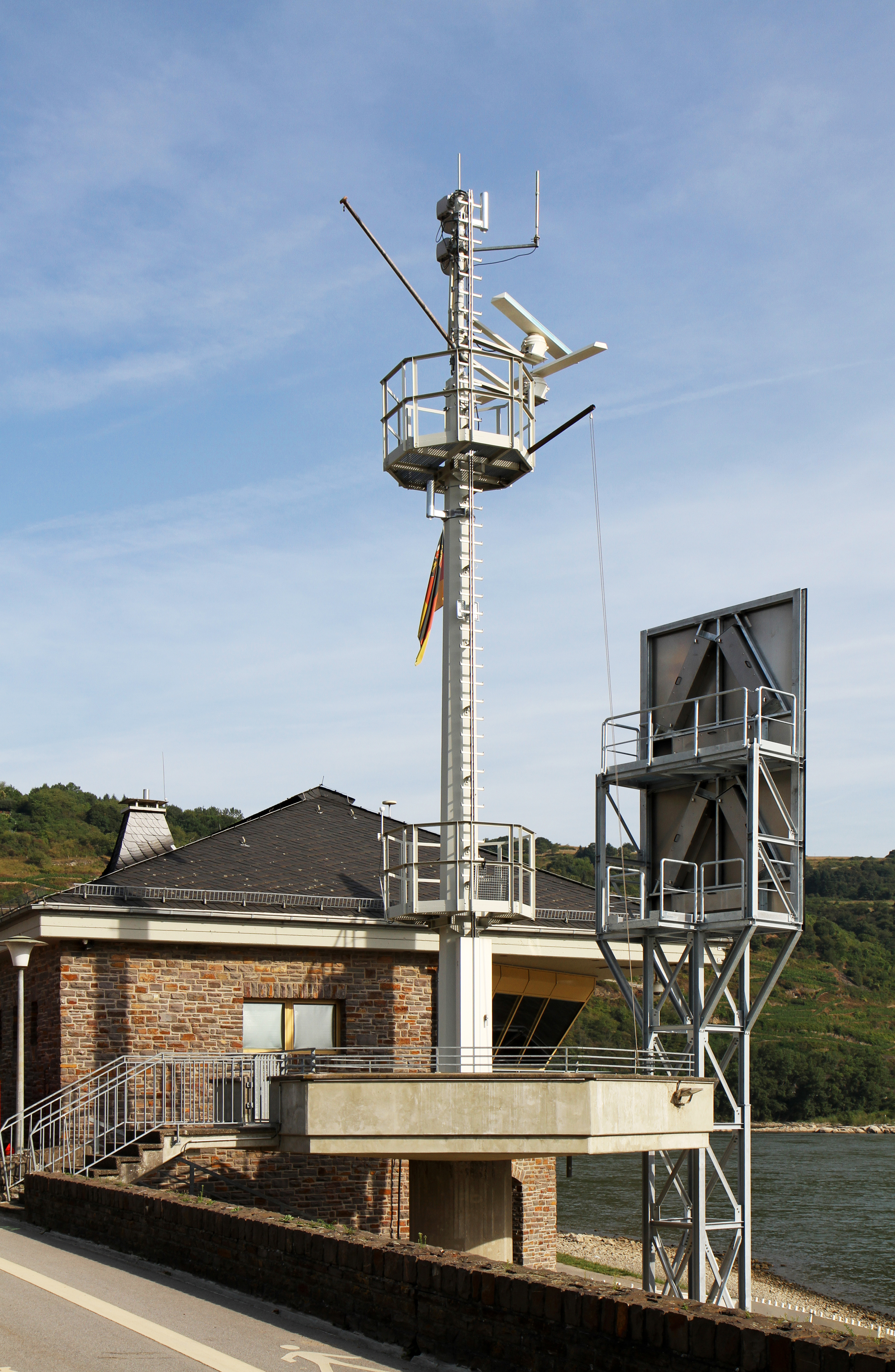
Revierzentrale Oberwesel am Ochsenturm

Beim WSA Rhein ist die Revierzentrale Oberwesel angesiedelt. Am Ochsenturm direkt am Rhein ist sie für die Verkehrssicherung auf dem Ober- und Mittelrhein sowie den Nebenflüsse Mosel einschließlich Saar, Main und Neckar zuständig und überwacht die Strecken:
- am Rhein zwischen Iffezheim und Rolandseck
- am Main zwischen Hanau und der Mündung in den Rhein
- am Neckar von Heilbronn bis Feudenheim
- an der Mosel von Apach bis Koblenz
- an der Saar von Saarbrücken bis zur Mündung in die Mosel

Dazu betreut sie das Melde- und Informationssystem Binnenschifffahrt an Rhein und Main sowie die Wahrschau am Mittelrhein. Als Ersatz des Radar-Systems erfolgt seit Dezember 2007 die Überwachung über AIS (Automatic Identification System) und die Lenkung über ein VTS-System (Vessel Traffic Service). Die Zentrale  wurde im Jahr 2015 grunderneuert.

### Revierzentrale Duisburg
Das Verkehrsgebiet am Niederrhein wird zusammen mit den westdeutschen Kanäle von der Revierzentrale Duisburg des WSA Rhein betreut mit insgesamt 226 Rhein-km und 471 Kanal-km. Im Einzelnen:
- der Rhein zwischen Rolandseck und der niederländischen Grenze einschl. Schifffahrtsweg Rhein-Kleve
- die Kanäle Rhein-Herne-Kanal, Wesel-Datteln-Kanal, Datteln-Hamm-Kanal und Dortmund-Ems-Kanal
- der Küstenkanal zwischen Ems und Hunte

### Revierzentrale Minden
Die Revierzentrale Minden des WSA Mittellandkanal / Elbe-Seitenkanal betreut das Verkehrsgebiet von Mittellandkanal, Elbe-Seitenkanal und der Mittelweser. Im Detail sind das:
- der Mittellandkanal vom Dortmund-Ems-Kanal bis Velsdorf
- die Stichkanäle am Mittellandkanal nach Osnabrück, Hannover-Linden, Hildesheim und Salzgitter
- der Elbe-Seitenkanal vom Mittellandkanal bis zur Elbe
- die Mittelweser zwischen Minden und Bremen

### Revierzentrale Magdeburg
Das Verkehrsgebiet zwischen Elbe und Oder liegt im Zuständigkeitsbereich der Revierzentrale in Magdeburg des WSA Elbe. Die einzelnen Streckenabschnitte sind:
- der östliche Teil des Mittellandkanal ab Velsdorf bis zur Elbe
- der Elbe-Lübeck-Kanal
- die Elbe zwischen der Hamburg-Ochsenwerder (Oortkaten) und Prossen an der tschechischen Grenze
- die Elbverbindungen Rothenseer Verbindungskanal, Niegripper Verbindungskanal und Pareyer Verbindungskanal
- der Elbe-Havel-Kanal und seine Anschlüsse zur Oder Untere Havel-Wasserstraße, Havelkanal und Havel-Oder-Wasserstraße
- die Berliner Wasserstraßen Teltowkanal und Spree-Oder-Wasserstraße

### Revierzentrale Gösselthal

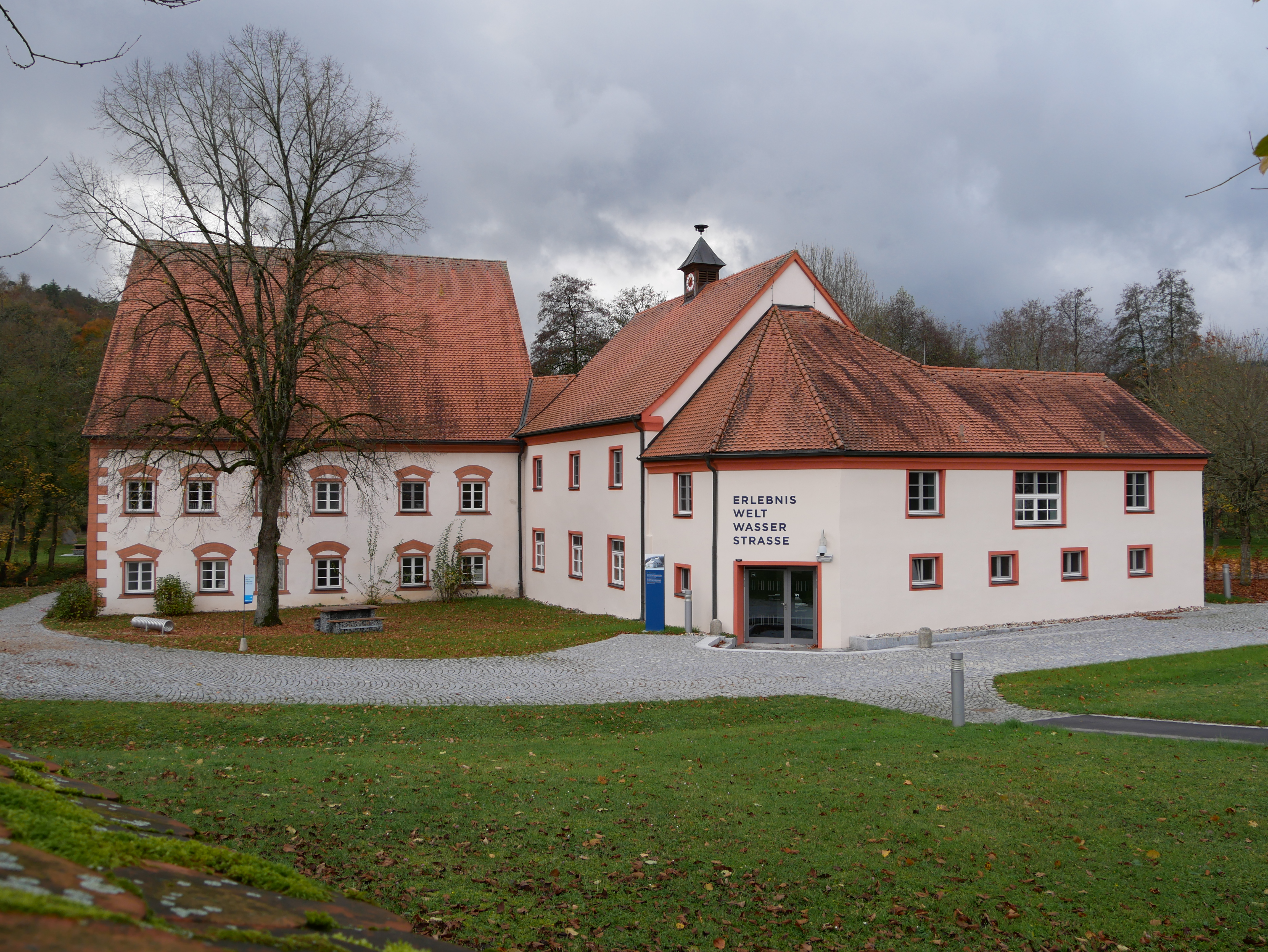
Gebäude der Gösselthalmühle

Seit 2012 befindet sich in der Gösselthalmühle in Beilngries an der Altmühl die Revierzentrale Gösselthal des WSA Donau MDK. Sie ist für über 700 km Wasserstraßen zwischen Main und Donau zuständig. Neben der Lenkung der Schifffahrt wird von dort der Wasserstand des Kanals gesteuert. Im Einzelnen werden beobachtet:
- der Main oberhalb von Hanau bis zum Hafen Bamberg
- der Main-Donau-Kanal
- die Donau zwischen Kelheim und Passau

## Zentralen im angrenzenden Ausland
Im angrenzenden Ausland wird die Sicherheit auf dem Rhein sichergestellt:
- in Frankreich das Centre d’Alerte Rhénan et d’Informations nautiques (CARING) an der Staustufe Rheinau-Gambsheim für die Strecke zwischen Lauterbourg und Märkt[10]
- in der Schweiz die Revierzentrale Basel (Port of Switzerland) für die Strecke zwischen Märkt und Rheinfelden[11]
- in den Niederlanden die Verkeerspost Nijmegen von Rijkswaterstaat für das Rhein-Maas-Delta[12][4]

Für die Donau in Österreich ist das österreichische Verkehrsministeriums zuständig. Es hat zum Zweck der Verkehrsüberwachung 2005 die eigene Gesellschaft „Via donau“ gegründet und stellt zur Verkehrslenkung die Donau River Information Services zur Verfügung.